# Alburnus arborella
Az Alburnus arborella a sugarasúszójú halak (Actinopterygii) osztályának a pontyalakúak (Cypriniformes) rendjébe, ezen belül a pontyfélék (Cyprinidae) családjába tartozó faj.

## Rendszerezés
Korábban az Alburnus albidus alfajának tekintették Alburnus albidus arborella néven.

## Előfordulása
Az Alburnus arborella Észak-Olaszországban él, a Pótól az Isonzóig, valamint Dalmáciában és Albániában. Korábban az Alburnus albidus alfajának tekintették.

## Megjelenése
Az Alburnus albidustól eltérően szájrése meredeken felfelé irányul. Alsó állkapcsa jól láthatóan előreálló. A farok alatti úszó több sugarú, 16-19. Testén egy szürke hosszanti sáv fut végig. Testhossza legfeljebb 10 centiméter.

## Életmódja
A felszín közelében tartózkodik és planktonnal táplálkozik.

## Szaporodása
Június-augusztus között és főként éjszaka ívik.